# St. Vitus (Kaisten)

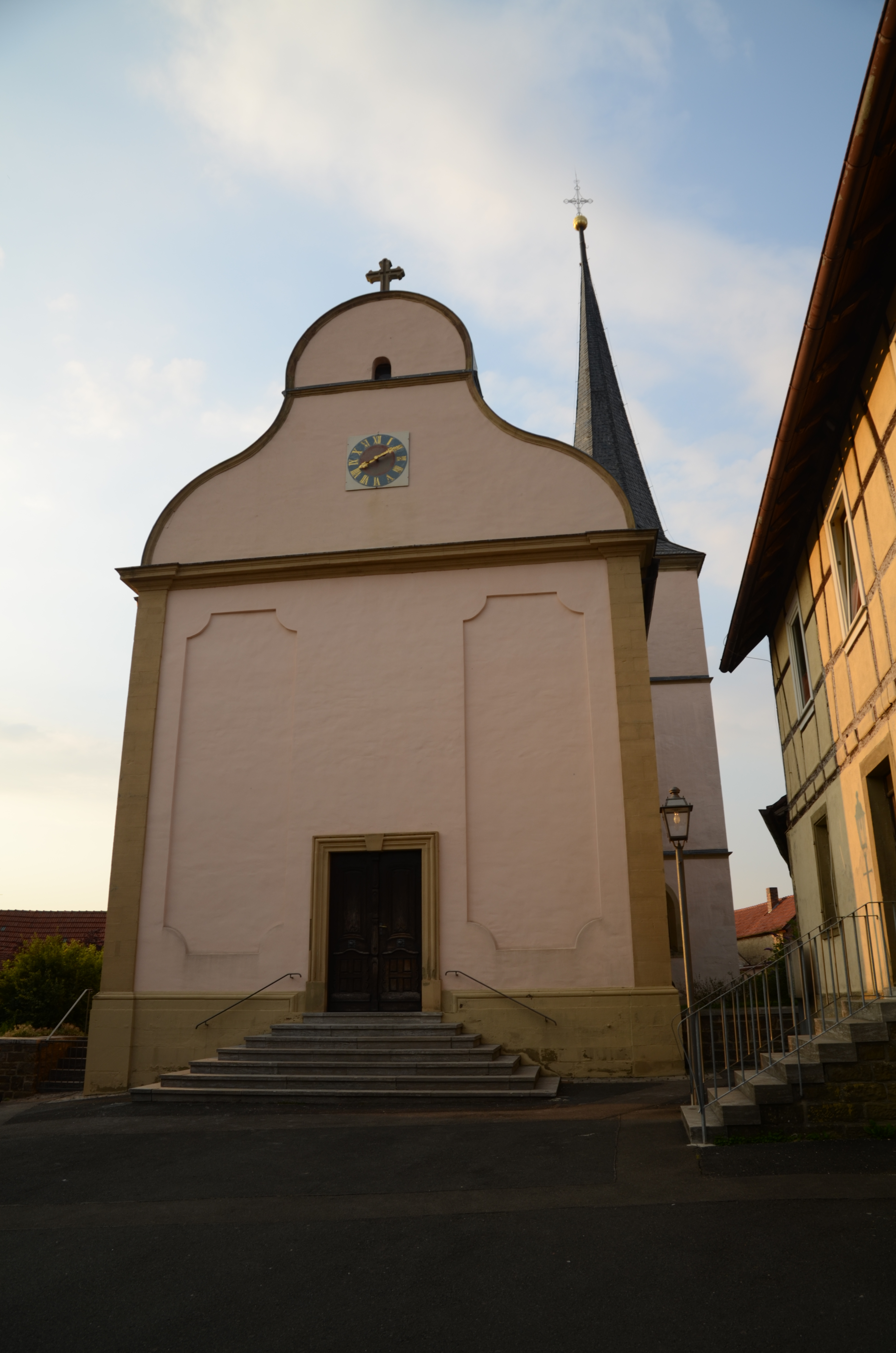
Die Kirche in Kaisten

Die römisch-katholische Kuratiekirche St. Vitus ist die Dorfkirche von Kaisten, einem Gemeindeteil von Wasserlosen im unterfränkischen Landkreis Schweinfurt. Sie gehört zu den Baudenkmälern von Wasserlosen und ist zusammen mit dem Tabernakelbildstock vor der Kirche unter der Nummer D-6-78-192-45 in der Bayerischen Denkmalliste registriert. Kaisten ist Teil der Pfarreiengemeinschaft Maria Hilf Wasserlosen.

## Geschichte
Eine Kirche bestand in Kaisten bereits im Jahr 1350. Das Untergeschoss des Kirchturms entstand im 15. Jahrhundert. Im Jahr 1600 wurde der Kirchturm erhöht. Der Chor und das Langhaus wurden im Jahr 1770 errichtet. Die Sakristei wurde 1938 angebaut.

## Beschreibung
Der Chor befindet sich im Norden. Der Kirchturm, ein Julius-Echter-Turm, steht an der Ostseite, die Sakristei an der Westseite. Der Hochaltar aus der Zeit um 1750 besitzt etwa zeitgleiche Figuren der Heiligen Markus und Nikolaus sowie Figuren der Heiligen Familie und der Muttergottes. Die mechanische Orgel mit acht Registern wurde im Jahr 1892 installiert. Im Jahr 1964 wurde das Geläut durch Weihe zweier neuer Glocken auf drei Glocken ergänzt.